# Chomutov (huyện)
Huyện Chomutov (tiếng Séc: Okres Chomutov) là một huyện (okres) nằm trong vùng Ústí nad Labem của Cộng hòa Séc. Huyện Chomutov có diện tích 935 km², dân số năm 2002 là 124744 người. Thủ phủ huyện đóng ở Chomutov. Huyện này có 44 khu tự quản.

## Các khu tự quản
Huyện Chomutov có 44 khu tự quản sau: